# Matilde Fidalgo
Matilde Mota Veiga Santiago Fidalgo (nascida em 15 de maio de 1994) é uma futebolista portuguesa que joga como lateral-direita do Real Betis, da Liga F, na Espanha. Ela estreou pela seleção nacional de Portugal em setembro de 2013 e representou seu país no Euro Feminino da UEFA 2017.

## Carreira

### Clube
Matilde Fidalgo nasceu em São Domingos de Benfica, em Lisboa e desde nova joga futebol. Em 2009, Fidalgo iniciou sua carreira no CF Benfica na Liga Portuguesa. Ela jogou pelo clube de Lisboa até junho de 2017, quando se mudou para o Sporting CP. Com o Benfica, Fidalgo conquistou um título nacional na temporada 2015/2016 e foi eleita “Melhor Jogadora” para a temporada 2015/2016 pelo “Sindicato dos Jogadores Profissionais de Futebol (SJPF)”. Ela também  foi capitã do time por várias temporadas. Em março de 2018, Fidalgo ganhou o prêmio "Quinas de Ouro" como uma das "11 Melhores Jogadoras da Liga Feminina". O prêmio é atribuído pela Federação Portuguesa de Futebol. Na próxima temporada, ela se mudou para o time rival SC Braga.
Fidalgo estreou no Portugal Sub-19, a 22 de Fevereiro de 2011, numa vitória frente à Finlândia Sub-19, para a fase de qualificação para o Campeonato da Europa Feminino de Sub-19 de 2011. Ela também representou Portugal nas fases de qualificação do Campeonato da Europa Feminino de Sub-19 de 2012 e do Campeonato da Europa Feminino de Sub-19 de 2013. Em 26 de setembro de 2013, Fidalgo estreou pela equipe sênior portuguesa em uma vitória contra a Grécia, uma partida de qualificação da Copa do Mundo Feminina da FIFA de 2015. Desde então, ela representou Portugal em várias competições internacionais, incluindo as etapas de qualificação para a Euro Feminina da UEFA de 2017 e a Copa do Mundo Feminina da FIFA de 2019. No dia 6 de julho de 2017, Fidalgo foi chamada pelo técnico Francisco Neto para representar Portugal na Euro Feminina da UEFA de 2017, a primeira vez que a equipe portuguesa chegou à fase final de um grande torneio internacional. Ela não jogou em nenhuma partida, pois sua equipe foi eliminada enquanto ainda estava na fase de grupos.

## Vida pessoal
Matilde Fidalgo é prima de Bernardo Silva. Ambos nasceram em 1994, partilham os mesmos bisavós e jogam internacionalmente pela seleção de Portugal.